# Dr. Oetker
Dr. August Oetker KG – międzynarodowe przedsiębiorstwo wywodzące się z Niemiec, producent dodatków do pieczenia, ciast, środków żelujących, musli, deserów, zapiekanek, pizz mrożonych oraz jogurtów. Producent pierwszego na świecie proszku do pieczenia w torebkach. Siedziba znajduje się w Bielefeldzie.

## Historia
Założycielem przedsiębiorstwa był aptekarz dr August Oetker, który w 1891 wraz z żoną Caroline w swojej aptece w Bielefeldzie sprzedawał proszek do pieczenia o nazwie Backin. Następnie zajął się produkcją i sprzedażą budyniów, galaretek oraz środków konserwujących. Od 1908 r. August Oetker stopniowo otwierał fabryki w całej Europie – Austrii, Holandii, Belgii, Luksemburgu, Danii, Norwegii, Polsce, Włoszech, Francji oraz Szwajcarii. Przedsiębiorstwa te zajmowały się nie tylko produkcją artykułów spożywczych, ale także wydawaniem książek kucharskich.
Od 1936 roku przedsiębiorstwo było w posiadaniu 25% akcji spółki żeglugowej Hamburg Süd. Pełnię udziałów wykupiło w 1955 roku. W 2017 roku spółka sprzedana została duńskiemu przedsiębiorstwu logistycznemu A.P. Møller-Mærsk (Maersk). W momencie sprzedaży Hamburg Süd generował ponad 50% przychodów grupy Dr. Oetker.
W 2004 r. przedsiębiorstwo przejęło Onken GmbH.

## Działalność międzynarodowa

### Polska
Związki przedsiębiorstwa z Polską sięgają 1922 r., kiedy otworzono w Gdańsku Oliwie fabrykę proszku do pieczenia, cukru wanilinowego oraz żelatyny. W 1945 r. fabrykę tę przejęły Gdańskie Zakłady Środków Odżywczych. Obecnie Dr. Oetker posiada w Polsce trzy zakłady: fabrykę koncentratów spożywczych w Gdańsku (zakład z 1922, przejęty ponownie przez Oetkerów), fabrykę zapiekanek i pizzy Rigga, Ristorante oraz Guseppe w Łebczu (gmina Puck) oraz fabrykę słodkich dekoracji w Płocku, na osiedlu Ciechomice (w styczniu 2008 Dr. Oetker Polska wykupił zorganizowaną część przedsiębiorstwa spółki Hero Polska).

### Stany Zjednoczone
W sierpniu 2014 roku McCain Foods sprzedało markę Ellio's Pizza firmie Dr. Oetker. W 2018 roku Dr. Oetker przejęło przedsiębiorstwo Wilton, specjalizujące się w dekorowaniu i pieczeniu ciast.

### Kanada
Firma rozpoczęła działalność w Kanadzie pod nazwą Condima Imports Ltd. w 1962. W 1992 roku przez spółkę została zakupiona linia produktów spożywczych Shirriff. W 2003 roku zmieniła swoją nazwę z Condima Imports Ltd. na Dr. Oetker. W lipcu 2011 ogłosiła budowę swojej fabryki w London, w Ontario. W sierpniu 2014 McCain Foods sprzedało spółce Dr. Oetker przedsiębiorstwo zajmujące się produkcją mrożonych pizz. Dzięki lokowaniu produktu, Dr. Oetker jest wieloletnim partnerem organizacji charytatywnej SOS Children’s Villages Canada.

### Australia
W styczniu 2011 firma przejęła markę mrożonych pizz Simplot Australia. W 2015 nabyła Queensland Queen Fine Foods.